# Gerd Blahuschek
Gerd Blahuschek (sinh 1943 tại Lissa, Wartheland) là một diễn viên và diễn viên lồng tiếng người Đức.
Sau khi học tập tại Trường Nghệ thuật Sân khấu "Ernst Busch" Berlin, ông bắt đầu vào sự nghiệp các vai diễn tại Frankfurt (Oder), trước khi làm diễn viên kịch nói trên đài phát thanh và lồng tiếng trên truyền hình Cộng hòa Dân chủ Đức.
Sau đó ông hoạt động tự do, tham gia nhiều thể loại khác nhau trên truyền hình Đông Đức.
Những vai nổi tiếng nhất mà ông tham gia là vai đại úy Ernst trong phim Hồ sơ thần chết và đại úy Lindeck trong phim Mặt trận không khoan nhượng đều của đạo diễn Rudi Kurz. Đây cũng là hai phim truyền hình được khán giả Việt Nam yêu thích trong những năm 1980.
Ông còn được khán giả biết đến qua serie phim "Cảnh sát 110" được chiếu nhiều lần trên truyền hình.
Nhờ giọng nói hay, ông được đài phát thanh mời tham gia lồng tiếng trong phiên bản tiếng Đức của các câu chuyện cổ tích kinh điển "Ba hạt dẻ dành cho nàng Lọ Lem" trở nên quen thuộc vào mùa Giáng sinh của nhiều gia đình.

## Những phim đã tham gia[1][2]
- 1973: Zement (TV)
- 1974: Die Frauen Wardins (Fernsehfilm)
- 1974: Cảnh sát 110: Kein Paradies für Elstern (phim truyền hình)
- 1974: Der Leutnant vom Schwanenkietz (TV-Dreiteiler)
- 1974: Cảnh sát 110: Der Tod des Professors (phim truyền hình)
- 1975: Cảnh sát 110: Der Mann (phim truyền hình)
- 1976: Mama, ich lebe
- 1977: Ernst Schneller
- 1977: Cảnh sát 110: Kollision (phim truyền hình)
- 1978: Einer muß die Leiche sein
- 1978: Ursula (TV)
- 1980: Hồ sơ thần chết (phim truyền hình 13 tập)
- 1982: Das große Abenteuer des Kaspar Schmeck
- 1983: Märkische Chronik (Fernsehserie)
- 1984: Mặt trận không khoan nhượng (phim truyền hình 13 tập)
- 1986: Der Hut des Brigadiers
- 1988: Froschkönig
- 1988: Cảnh sát 110: Amoklauf (phim truyền hình)
- 1988: Cảnh sát 110: Der Kreuzworträtselfall (phim truyền hình)
- 1989: Cảnh sát 110: Unsichtbare Fährten (phim truyền hình)
- 1989: Cảnh sát 110: Katharina (phim truyền hình)
- 1990: Cảnh sát 110: Warum ich … (phim truyền hình)
- 1991: Cảnh sát 110: Der Fall Preibisch (phim truyền hình)
- 1991: Cảnh sát 110: Big Band Time (phim truyền hình)
- 1991: Cảnh sát 110: Thanners neuer Job (phim truyền hình)
- 1993: Wolffs Revier
- 1993–1994: Gute Zeiten, Schlechte Zeiten
- 1995: Nikolaikirche
- 1998: Abgehauen
- 1999-2000: Unser Charly (2 phần)

## Tác phẩm
- Frank-Burkhard Habel & Volker Wachter: Das große Lexikon der DDR-Stars. Berlin 2002, Schwarzkopf & Schwarzkopf, ISBN 3-89602-391-8